# Macrogomphus annulatus
Macrogomphus annulatus – gatunek ważki z rodziny gadziogłówkowatych (Gomphidae). Stwierdzony w Indiach (stan Maharasztra) i Sri Lance; stwierdzenia z Wietnamu i Tybetu prawdopodobnie dotyczą innego gatunku z tego rodzaju.